# Agir (editora)
Agir é uma editora brasileira, atualmente parte do grupo Ediouro.
A empresa foi criada por Alceu Amoroso Lima em 1944, com o nome de Livraria Agir Editora. O objetivo era promover as obras de escritores católicos, formando uma rede com outras iniciativas de mesmo perfil, como a Editorial del Pacífico, do
Chile, e a filial argentina da Desclée de Brouwer.
Em 2002, foi comprada pela Ediouro, que no entanto manteve a administração e gestão editorial autônomas. Passou por uma reforma editorial e gráfica em 2004, mas continuou editando os seus principais títulos, entre eles O pequeno príncipe e Auto da compadecida.